# Don Banks
Donald Oscar Banks (* 25. Oktober 1923 in Melbourne, Australien; † 5. September 1980 in McMahons Point, Sydney, Australien) war ein australischer Komponist und Filmkomponist.

## Leben und Wirken
Donald „Don“ Banks, Sohn eines Jazzmusikers und Bandleaders, erhielt bereits im Alter von fünf Jahren Klavier- und theoretischen Musikunterricht. Im Umfeld seines Vaters erlernte der Junge frühzeitig den Umgang mit einer Reihe von Musikinstrumenten. Durch diese frühe Prägung begann sich bereits der sehr junge Don Banks für Jazzmusik zu begeistern. Bald verdiente sich Don Banks seinen Lebensunterhalt als Jazzpianist und Posaunist in Bands wie der von Roger und Graeme Bell, wo er sich auch wichtige Kenntnisse als Arrangeur und Orchestrierer aneignete. Seine theoretischen Kenntnisse erhielt Banks während eines Musikstudiums an der Universität seiner Heimatstadt Melbourne an, wo Waldemar Seidel sein Klavierlehrer wurde. Nach seinem Militärdienst in den Jahren 1941 bis 1946 setzte Banks seine Studien fort (u. a. in Kontrapunkt und Komposition), ehe er 1950 nach London umzog, wo Mátyás Seiber für zwei Jahre ein weiterer Lehrer wurde. 1952 gründete Banks gemeinsam mit Margaret Sutherland die Australian Musical Association in London. Im selben Jahr nahm er an einem Seminar in American Studies Summer School in Salzburg teil, wo er sich bei Milton Babbitt fortbildete. In Florenz wiederum war Luigi Dallapiccola sein Förderer. Banks‘ lange Ausbildungszeit endete schließlich 1956, als er unter der Leitung von Luigi Nono an einem Kompositionsseminar in der Schweiz teilnahm.
Über Mátyás Seiber knüpfte Don Banks seinen ersten Kontakt zur (britischen) Filmindustrie, wo man ihn anfänglich vor allem Zeichentrickfilme musikalisch untermalen ließ. Ab 1959 kamen Aufträge für abendfüllende B-Spielfilme hinzu. Banks‘ Namen im Filmwesen ist vor allem in den 1960er Jahren mit Kompositionen für eine Reihe von Horrorfilmen verbunden, die überwiegend von der Firma Hammer Films hergestellt wurden. Bekannt machten ihn seine Partituren zu Klassikern dieses Genres wie Frankensteins Ungeheuer, Das Grauen auf Schloß Witley, Das schwarze Reptil, Der Foltergarten des Dr. Diabolo und Der Fluch der Mumie.
1969 beendete Banks seine Arbeit für das Kino und widmete sich fortan anderen Musikrichtungen. Er begann im Stil des Third Stream zu komponieren; einer Musikrichtung, die die europäische Neue Musik mit dem Modern Jazz amerikanischer Prägung verbindet. Außerdem experimentierte Bank mit elektronischer Musik. 1972 kehrte Don Banks nach Australien zurück und wurde die kommenden fünf Jahre Leiter der Abteilung Komposition und Elektronische Musikstudien an der Canberra School of Music. 1978 verpflichtete man Banks als Chef der School of Composition Studies am Konservatorium von New South Wales. Zu seinen bekanntesten Kompositionen klassischer Musik gehören Sonata da Camera für Flöte, Klarinette, Bass, Klavier, Percussion, Violine, Viola und Cello (1961), ein Horn-Concerto (1965) und ein Trio für Horn, Violine und Klavier (1962) sowie ein Geigenkonzert (1968). 1972 erkrankte Banks an Krebs, woran er acht Jahre später verstarb. Ihm zu Ehren wurde 1984 der Don Banks Music Award ins Leben gerufen, mit dem außerordentliche Musikkünstler in Australien geehrt werden sollen.

## Filmografie
- 1959: Murder at Site 3
- 1960: The Price of Silence
- 1960: Der Boß war schneller als Scotland Yard (Jackpot)
- 1961: Petticoat Pirates
- 1961: Die Bande des Captain Clegg (Captain Clegg)
- 1962: Silent Evidente (TV-Serie)
- 1962: Panic
- 1963: Der Satan mit den langen Wimpern (Nightmare)
- 1963: Frankensteins Ungeheuer (The Evil of Frankenstein)
- 1964: Die Letzten von Fort Kandahar (The Brigand of Kandahar)
- 1965: Hysteria
- 1965: Das Grauen auf Schloß Witley (Die, Monster, Die!)
- 1965: Das schwarze Reptil (The Reptile)
- 1965: Rasputin – der wahnsinnige Mönch (Rasputin the Mad Monk)
- 1966: Die Eingefrorenen (The Frozen Dead)
- 1966: Der Foltergarten des Dr. Diabolo (Torture Garden)
- 1967: Der Fluch der Mumie (The Mummy's Shroud)
- 1969: Abu Dhabi (Dokumentarkurzfilm)